# アーグラ城塞
アーグラ城塞（アーグラじょうさい、英: Agra Fort）は、インドのアーグラにあるムガル帝国時代の城塞。
赤砂岩で築かれた城壁の色から「赤い城」（ラール・キラー, Lal Qila）の名がある。ただし、デリーの城も同じく赤い城と呼ばれ、単にインドの「赤い城 (Red Fort)」と言えば、通常はデリーのほうを指す。

## 歴史
デリーからアーグラへの遷都に伴い、皇帝アクバルが1565年に着工して1573年に完成した。その後ジャハーンギール、シャー・ジャハーンまで3代の居城となった。
アウラングゼーブが兄弟間の後継者争いに勝つと、父であるシャー・ジャハーンをタージ・マハルの見える城塞内の「囚われの塔」（ムサンマン・ブルジ）に幽閉してデリーに移った。
外側から見ると赤砂岩主体の「赤い城」であるが、城内の宮殿には白大理石も多用されている。ムサンマン・ブルジの内壁や床は幾何学的な装飾が施された白大理石でできている。

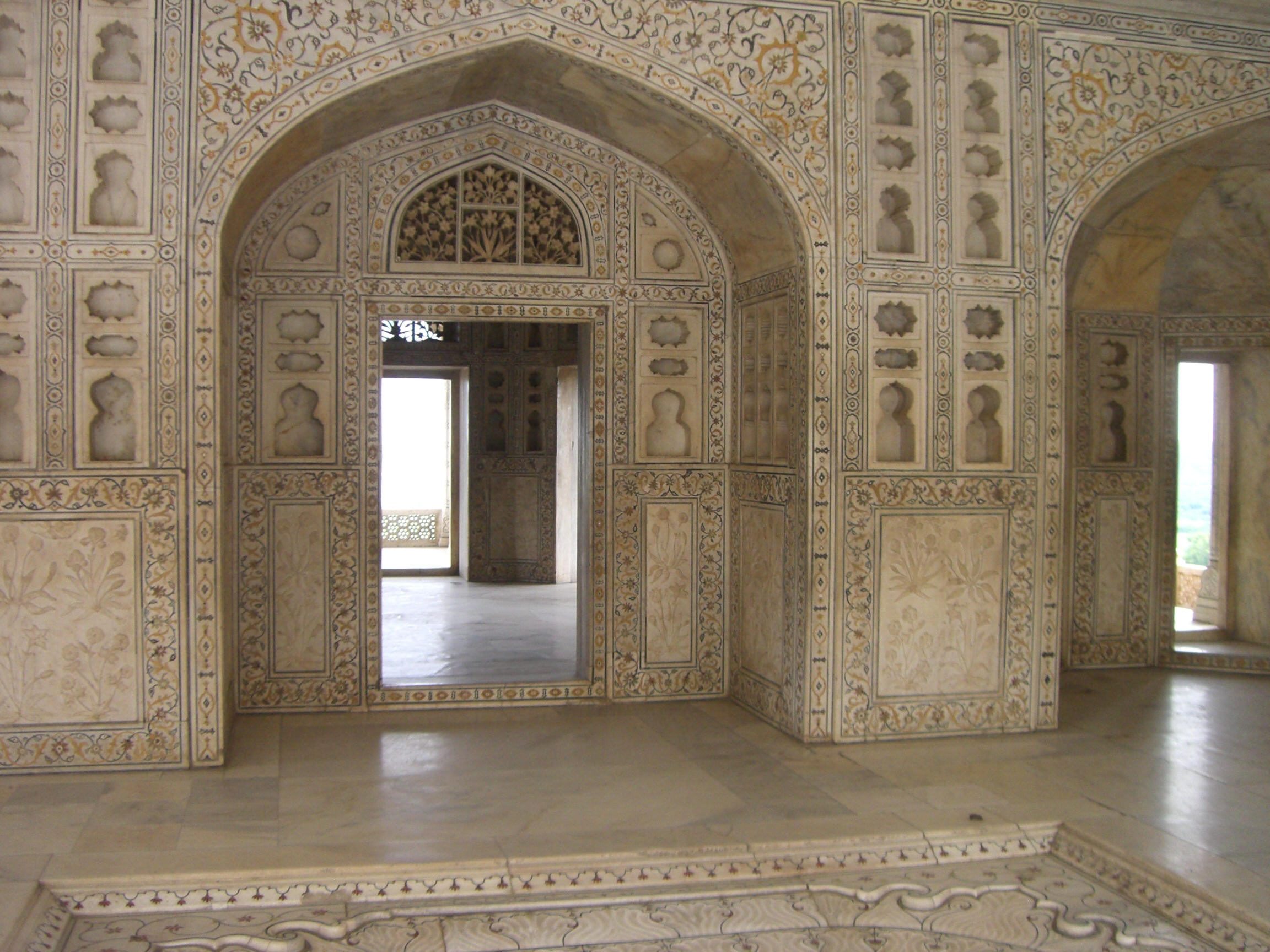
白大理石でできたムサンマン・ブルジ

1983年にユネスコの世界遺産に登録された。

## 登録基準
この世界遺産は世界遺産登録基準のうち、以下の条件を満たし、登録された（以下の基準は世界遺産センター公表の登録基準からの翻訳、引用である）。
- (3) 現存するまたは消滅した文化的伝統または文明の、唯一のまたは少なくとも稀な証拠。

## 遺跡
見学できる遺跡（主要な南東部分）
- アマルシン門とアクバル門 (Amar Singh gate, Akbar gate) - 3重の南門
- 一般謁見の間 (Diwan-i-Am)
- ジャハーンギール殿 (Jahangir Mahal)
- ムサンマン・ブルジ (Musamman Burj) - 8角柱形の塔
- 寝殿 (Khas Mahal)
- アングリ庭園 (Anguri Bagh)
- 貴賓謁見の間 (Diwan-i-Khas)

見学できない遺跡（面積の大部分）
- 真珠モスク (Moti Masjid)
- バザール街 (Zenana Mina Bazaar)
- デリー門と象門 (Delhi gate, Hathi Pol) - 2重の西門

これらは、軍の管理下にあって見学ができない。